# Heinrich Hüttenmüller
Johann Heinrich Hüttenmüller (* 29. November 1789 in Schlitz; † 10. Juli 1862 in Dillingen) war ein deutscher Papierfabrikant und Politiker.
Hüttenmüller war der Sohn des Papiermachermeisters und Papiermüllers Johann Philipp Hüttenmüller (* 24. Mai 1747 in der Grafschaft Blankenburg; † 26. Dezember 1800 in Schlitz) und dessen Ehefrau Elisabeth geborene Niepoth, der Tochter des Schuldieners Johann Georg Niepoth. Hüttenmüller, der evangelischer Konfession war, heiratete in Schlitz die Elisabetha Philippine Laun (* 19. Januar 1793 in Schlitz; † 8. Mai 1800 in Höchst) die Tochter des Schullehrers in Pfordt, Ludwig Ernst Friedrich Laun (* 22. März 1759 in Schlitz; † etwa 1837 in Usingen).
Hüttenmüller wurde im Mai 1818 Hessen-Homburger Untertan und erwarb im gleichen Jahr die bisherige Sandelmühle in Köppern als Erbleihe. Der Erbleihebrief von Landgraf Friedrich V. sah u. a. eine Lieferung von 1/2 Ballen feinstem Schreibpapiers an den Landgrafen vor. 1857 übernahm sein ältester Sohn Carl Friedrich Hüttenmüller (* 24. März 1824 in Köppern; † 20. März 1909 in Frankfurt a. M.) die Mühle. 1901 erwarb die Stadt Frankfurt die (nun Hüttenmühle genannte) Mühle, um dort das heutige Waldkrankenhaus Köppern zu errichten.
Hüttenmüller gehörte 1841 gemeinsam mit Johann Georg Hamel und anderen zu den Unterzeichnern einer Petition an den Landgrafen, eine Verfassung zu erlassen. Dieser Forderung wurde erst im Rahmen der Märzrevolution 1848 erfüllt. Hüttenmüller wurde 1848 für den Wahlkreis Köppern, Seulberg, Dillingen in den Landtag von Hessen-Homburg gewählt.